# Manggis (Serbajadi)
Manggis is een bestuurslaag in het regentschap Serdang Bedagai van de provincie Noord-Sumatra, Indonesië. Manggis telt 641 inwoners (volkstelling 2010).